# Abierto de Australia 1972
Lista de los campeones del Abierto de Australia de 1972:

## Individual masculino
Ken Rosewall (AUS) d. Malcolm Anderson (AUS),  7–6, 6–3, 7–5

## Individual femenino
Virginia Wade (GBR) d. Evonne Goolagong (AUS), 6–4, 6–4

## Dobles masculino
Owen Davidson/Ken Rosewall (AUS)

## Dobles femenino
Helen Gourlay (AUS)/Kerry Harris (AUS)
| Predecesor: 1971                           | Abierto de Australia 1972 | Sucesor: 1973                         |
| Predecesor: Abierto de Estados Unidos 1971 | Grand Slam 1972           | Sucesor: Torneo de Roland Garros 1972 |

- Datos: Q781658